# Tennessee Tornado
Tennessee Tornado in Dollywood (Pigeon Forge, Tennessee, USA) ist eine Stahlachterbahn vom Modell Custom Looping Coaster des Herstellers Arrow Dynamics, die am 17. April 1999 eröffnet wurde.
Die 817,5 m lange, an das Gelände angepasste Strecke, wurde in einen natürlichen Geländeeinschnitt gebaut, in dem sich zuvor die Achterbahn Thunder Express befand. Da zwischen dem Bau von Tennessee Tornado und der letzten, von Arrow konstruierten Loopingachterbahn mehrere Jahre lagen, wurden von Arrow neue Elemente und ein neues Schienenlayout entworfen. Dazu zählen zwei übergeneigte Kurven und einen 33,5 m hohen Spiro-Looping, welcher als die höchste Inversion auf allen Arrow-Bahnen gilt.

## Züge
Die Züge besitzen jeweils sieben Wagen. In jedem Wagen können vier Personen (zwei Reihen) Platz nehmen. Als Rückhaltesystem kommen Schulterbügel zum Einsatz. 2008 wurden in den ersten drei Sitzreihen der Züge Videokameras installiert, welche die Fahrgäste während der Fahrt filmen. Nach der Fahrt können sich die Fahrgäste die Videos ansehen und auf YouTube hochladen.